# ديفيد يانغ
ديفيد يانغ (بالإنجليزية: David Yang)‏ هو عازف كمان ‏ أمريكي، ولد في 1967 في نيويورك في الولايات المتحدة.